# Giovanni Battista Labanchi
Giovanni Battista Labanchi (Maratea, 12 febbraio 1677 – Mesagne, 23 luglio 1746) è stato un vescovo cattolico italiano, vescovo di Oria dal 1720 al 1745.

## Biografia
Giovanni Battista (o Giambattista) Labanchi, figlio secondogenito del barone di Castrocucco Antonio e di Francesca Greco, compì gli studi universitari a Vienna, dove si addottorò in utrusque jure.
Successivamente venne ordinato sacerdote, e nel 1720 divenne vescovo di Oria. Qui si distinse nella dura lotta contro il potere feudale, ed intraprese azioni volte a limitare gli abusi del clero sulla popolazione locale.
Tutto ciò gli fece guadagnare l'astio del feudatario Michele Imperiale, che costrinse papa Innocenzo XIII ad inviare un messo apostolico ad Oria. Il Labanchi fu invitato ad abbandonare la città.
Dopo numerose peregrinazioni, fu accolto nella collegiata di Mesagne, dove, a mezzanotte del 23 luglio 1746, si spense mentre leggeva la Passio di San Giovanni.

## Genealogia episcopale
La genealogia episcopale è:
- Cardinale Sigismund von Kollonitz
- Cardinale Mihály Frigyes von Althan
- Vescovo Giovanni Battista Labanchi